# Akzisehaus (Osnabrück)

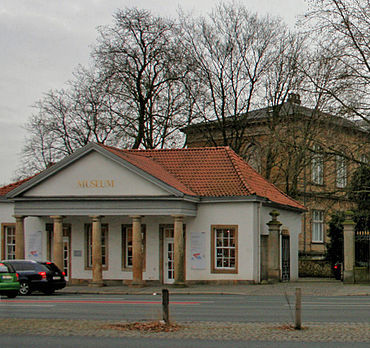
Akzisehaus (Osnabrück)

Das Akzisehaus ist ein Bauwerk in der niedersächsischen Stadt Osnabrück in unmittelbarer Nähe zum Heger-Tor und dem Museumskomplex aus Felix-Nussbaum-Haus und Kulturgeschichtlichem Museum.

## Geschichte
Das um 1817 im klassizistischen Stil erbaute Akzisehaus ist das letzte erhaltene Zollhaus in Osnabrück. Es wurde errichtet, als man die engen Tore zwischen den Wallanlagen und Mauern niedergerissen hatte. Bis Mitte des 19. Jahrhunderts wurde hier die sogenannte Akzise, eine Steuer auf Verbrauchsgüter wie Wein, Bier, Mehl oder auch Korn, erhoben. Diese Akzise war damals für die Stadt neben den Erträgen des Steinkohlenbergbaus im Piesberg eine der wichtigsten Einnahmequellen. Zeitweise war hier auch eine Wache untergebracht. Seit 1894 hatte die Post eine Zweigstelle eingerichtet, die noch bis 1972 bestanden hat. So wird dieses Gebäude heute noch häufig als kleine Post bezeichnet.
Anschließend wurde hier bis vor wenigen Jahren Kunst präsentiert. Schwerpunkte waren dabei die Kunst des 20. Jahrhunderts und die Reihe Osnabrücker Kunst und Künstler.
Bis zur Fertigstellung des Erweiterungsbaus des Felix-Nussbaum-Hauses im Jahre 2011 war das Akzisehaus der Museumsladen des Kulturgeschichtlichen Museums und gleichzeitig Kassenhaus für das Kulturgeschichtliche Museum und das Felix-Nussbaum-Haus. Bis 2017 beherbergte das Akzisehaus die Museums-Werkstatt des Museumspädagogischen Dienstes. Der Bau wird derzeit vom Museumsquartier als Veranstaltungs- und Ausstellungsraum genutzt.
Vom 11. Mai bis 13. November 2011 zeigte das Kulturgeschichtliche Museum im Akzisehaus die Ausstellung In die Wüste gebaut – 1000 Jahre Stiftskirche St. Johann. Die Ausstellung ist Teil einer Kooperation des Museums mit der Pfarrgemeinde St. Johann, dem Domschatz- und Diözesanmuseum und der Universität Osnabrück. Studierende der Kunstgeschichte erarbeiteten eine museumspädagogische Ausstellung, die die Architektur des Mittelalters am Beispiel von St. Johann in den Mittelpunkt stellt.

## Auszeichnung
2020 erkannte der von der Niedersächsischen Sparkassenstiftung geführte hbs kulturfonds dem Museumsquartier und damit dem Akzisehaus als dessen Teil den alle zwei Jahre verliehenen Museumspreis zu. Gewürdigt wurde laut Jury der gelungene Zusammenschluss der vier Häuser unter dem Leitthema Frieden.